# The Visitor (Star Trek: Deep Space Nine)
"The Visitor" és el tercer episodi de la quarta temporada de la sèrie de televisió de ciència-ficció estatunidenca Star Trek: Deep Space Nine, el 75è de tota la sèrie. Originalment es van emetre en redifusió a partir del 9 d’octubre de 1995. La història va ser escrita per Michael Taylor, mentre que l'episodi va ser dirigit per David Livingston i la banda sonora va ser creada per Dennis McCarthy.
Ambientada al segle XXIV, la sèrie segueix les aventures a Espai Profund 9, una estació espacial situada prop d'un forat de cuc estable entre els Quadrants Alfa i Gamma de la Via Làctia, prop del planeta Bajor, mentre els bajorans es recuperen d'una brutal ocupació de dècades pels imperialistes cardassians. El Quadrant Gamma acull un imperi hostil conegut com el Domini, governat pels Fundadors que canvien de forma. En aquest episodi, un accident deixa el capità Benjamin Sisko congelat en el temps, deixant el seu fill Jake amb una obsessió de tota la vida per rescatar el seu pare, i la seva determinació es posa a prova quan es retroben breument cada poques dècades. L'episodi va ser nominat al Premi Hugo a la millor presentació dramàtica el 1996, però va perdre contra "The Coming of Shadows" de Babylon 5. Constantment es classifica a les enquestes com un dels episodis més populars de tota la sèrie, sovint competint pel primer lloc amb "In the Pale Moonlight" i "Trials and Tribble-ations", amb un crític escrivint que l'episodi "resumeix tot el que va fer que DS9 fos tan inoblidable".

## Argument
Un ancià Jake Sisko (Tony Todd) rep la visita de Melanie (Rachel Robinson), una aspirant a escriptora, que té curiositat per saber per què Jake va deixar d'escriure. Jake li explica la seva història, revelada com a salts enrere a l'episodi.
Quan Jake tenia divuit anys, el seu pare, el capità Benjamin Sisko, el va portar a l'USS Defiant per observar una inversió del forat de cuc bajorà. La inversió provoca un mal funcionament del motor de curvatura del «Defiant»; un raig d'energia colpeja Benjamin, fent que desaparegui al subespai. Creient-lo mort, Jake i la tripulació d’Espai Profund 9 el ploren; però uns mesos més tard, Jake veu el seu pare per un breu moment. Un any després de l'incident, Benjamin torna a aparèixer, però la tripulació no pot retornar-lo al flux normal del temps.
Quan l'Imperi Klíngon assumeix el control de l’Espai Profund 9, Jake torna a la Terra. Finalment aconsegueix l'èxit com a autor, es casa i s'estableix. Quan el seu pare torna a aparèixer, Jake el presenta a la seva dona i li mostra els llibres que ha publicat. Es disculpa per seguir endavant amb la seva vida en lloc d'intentar salvar el seu pare, però Benjamin està orgullós dels èxits del seu fill. Quan Benjamin torna a desaparèixer, Jake decideix ajudar-lo; torna a l'escola per estudiar mecànica subespacial, abandonant la seva carrera d'escriptor i el matrimoni.
Dècades més tard, el forat de cuc ha de patir una altra inversió, i Jake intenta recrear l'accident a la "Defiant". L'intent l'envia breument al subespai amb el seu pare. Durant aquesta "visita", Benjamin està decebut que Jake hagi abandonat la seva escriptura i el seu matrimoni per salvar-lo, i li suplica que torni a les seves veritables passions i visqui la seva vida pel seu propi bé. Jake torna sense el seu pare i intenta determinar què va anar malament amb l'intent de rescat. Però finalment honora la petició del seu pare de reconstruir la seva vida tornant a escriure.
La nit de la visita de Melanie, Jake sap que el seu pare tornarà a aparèixer. S'ha injectat una dosi letal d'hipoesprai, creient que, morint quan el seu pare és present, permetrà a Benjamin tornar a un temps anterior a l'incident del nucli de curvatura. L'endemà al matí, Benjamin apareix com s'esperava, i Jake li diu que la seva mort els donarà a tots dos una "segona oportunitat". Jake mor als braços del seu pare; Benjamin es troba de nou a la Defiant, i esquiva la descàrrega d'energia. Confós, el jove Jake pregunta què ha passat. Benjamin respon entre llàgrimes: "Suposo que aquesta vegada hem tingut sort".

## Actors convidats
- Tony Todd - Jake adult
- Aron Eisenberg - Nog
- Galyn Görg - Korena
- Rachel Robinson - Melanie

## Producció

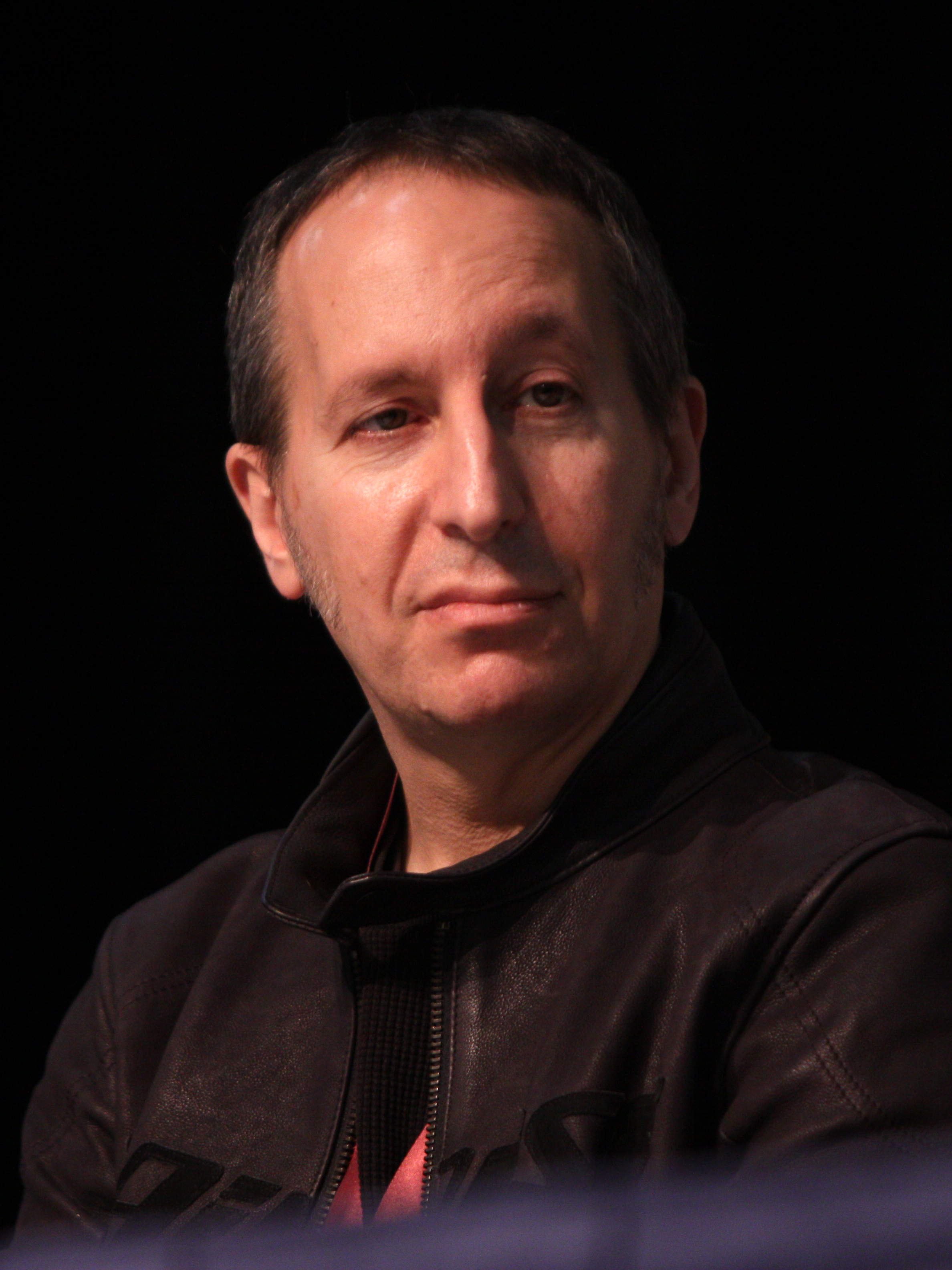
L'episodi va ser escrit pel nouvingut Michael Taylor

El guió va ser escrit per Michael Taylor, que més tard s'uniria a l'equip de guionistes fins a la conclusió de Star Trek: Deep Space Nine; un cop acabat, va passar a ajudar a escriure Star Trek: Voyager durant les seves tres últimes temporades. També va coescriure "In the Pale Moonlight", un altre episodi aclamat per la crítica de Deep Space Nine. El productor creador Ira Steven Behr va assenyalar que l'amor etern de l'episodi no era un romanç, sinó quelcom molt més identificable: la devoció d'un fill al seu pare.
L'episodi va ser dirigit per David Livingston, un prolífic director d’episodis de la franquícia Star Trek a les dècades del 1990 i del 2000.
Tot i que l'episodi sempre va ser pensat per ser el segon episodi de la temporada, es va filmar en tercer lloc; "Hippocratic Oath" es va filmar abans d'adaptar-se a l'agenda de Colm Meaney (Miles O'Brien) en una pel·lícula. Tony Todd, que és l'estrella convidada com a Jake Sisko adult en aquest episodi, també retrata el germà de Worf Kurn en les seves altres aparicions a Star Trek: La nova generació i Star Trek: Deep Space Nine. Melanie, l'aspirant a escriptora que escolta la història de Jake, és interpretada per Rachel Robinson, filla de l'actor Andrew Robinson (Garak). Rachel Robinson també va fer una audició més tard per al paper d'Ezri Dax.
Els uniformes i les disfresses de combat de la futura Flota Estel·lar eren els mateixos que es veien a les parts alternatives del final de la sèrie "Star Trek: La nova generació "Totes les coses bones...".
Jake comença a escriure la novel·la "Anslem" a l'episodi posterior de la quarta temporada "The Muse", i va ser acceptat a l'Escola Pennington en un episodi anterior de la tercera temporada "Exploradors".

## Recepció

### Emissió
"The Visitor" es va estrenar el 9 d'octubre de 1995, en redifusió. Va ser el segon episodi de la quarta temporada i va rebre qualificació Nielsen del 6,9 per cent a la primera emissió.

### Recepció de la crítica

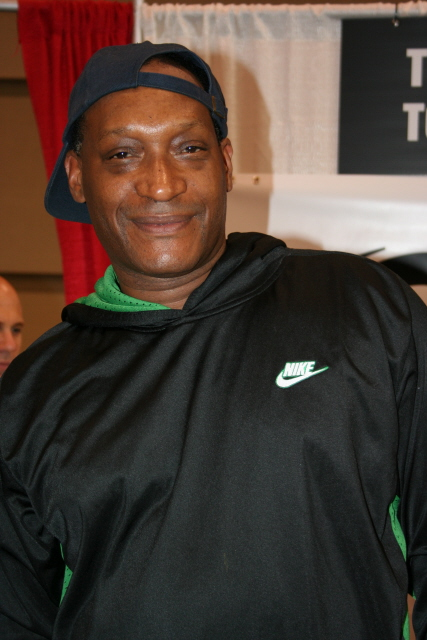
Tony Todd va ser elogiat per la seva actuació com a Jake adult Sisko

Escrivint per a Tor.com, Keith DeCandido va considerar que l'episodi estava entre les deu millors històries de Star Trek i va elogiar la interpretació d'Avery Brooks (Benjamin Sisko), Cirroc Lofton (Jake Sisko) i, en particular, Tony Todd (Jake Sisko adult). Va considerar que "Tothom qui té un temps de pantalla substancial fa una gran actuació aquí", i també va elogiar Terry Farrell (Jadzia Dax), Alexander Siddig (Julian Bashir) i Aron Eisenberg (Nog). DeCandido va resumir les seves opinions sobre l'episodi escrivint: "Simplement una gran hora de televisió. Una de les millors que hi ha hagut mai", i va atorgar a l'episodi una puntuació de deu sobre deu. Jamahl Epsicokhan de Jammer's Reviews va donar a l'episodi 4/4 estrelles. Va considerar que "The Visitor" era una "història commovedora i temàtica [que] és una de les peces de personatges més brillantment realitzades que he vist a la televisió". Va lloar la història de Michael Taylor, la direcció de David Livingston, el muntatge i la música. En acabar la seva crítica, Epsicokhan va escriure: "Encara que estiguis agafant els mocador al final d'aquest episodi (i així ho era), no es pot qualificar aquesta història de sensiblera o melodramàtica. És completament absorbent des del primer fotograma fins a l'últim; sens dubte, un dels millors moments de DS9. Aquí hi ha veritable màgia treballant." Zack Handlen de The A.V. Club va revisar l'episodi per si sol en lloc de fer-ho juntament amb un altre episodi; ho havia fet de manera similar a la seva ressenya de "Duet" – i va intercalar la seva crítica amb records amb el seu propi pare. Handlen va explicar que es va posar a plorar quan el vell Jake es va despertar i va trobar el seu pare mirant-lo i somrient cap al final de l'episodi.
Analització de la representació de la paternitat negra a Amèrica a través dels personatges de Benjamin i Jake Sisko, Angelica Jade Bastién de Vulture va escriure com la "bellesa de la [seva] relació potser mai no s'ha retratat millor que a l'episodi de la quarta temporada "The Visitor". […] Veure homes negres plorar, afrontar la importància històrica de la seva existència i romandre bellament i dinàmicament humans és una cosa que cap altra sèrie de ciència-ficció a la televisió ha fet amb tant garbo." El 2018, el lloc web va classificar "The Visitor" com el segon millor episodi de Star Trek: Deep Space Nine.
"The Visitor" va ser nominat a un Premi Hugo a la millor presentació dramàtica el 1996, tot i que "The Coming of Shadows" de "Babylon 5" va guanyar; el crític Keith DeCandido va escriure que era present als Premis Hugo a Los Angeles en aquell moment i va assenyalar que el clip que van mostrar per a l'episodi es va tallar abans de l'escena emotiva entre el capità Sisko i el seu fill; tot i que li va agradar "The Coming of Shadows" de Babylon 5, va considerar que aquest episodi era "seriosament robat". Va ser classificat com el desè millor episodi de Star Trek per a la celebració del 30è aniversari de la franquícia de TV Guide.
Consistentment s'ha classificat a les enquestes com un dels episodis més populars de tota la sèrie. Nigel Mitchell d'About.com el classifica en tercer lloc (entre "In the Pale Moonlight" i "Duet"). Gem Wheeler de Den of Geek considerava l'episodi el millor de la sèrie i pensava que si només es veia un episodi de Deep Space Nine, aleshores hauria de ser aquest episodi, escrivint: "simplement, una de les millors hores de Star Trek mai fetes". En una enquesta realitzada al lloc web oficial de Star Trek per determinar el millor episodi de Deep Space Nine, "Trials and Tribble-ations" va guanyar, deixant el personal reflexionant sobre per què "episodis destacables com "The Visitor", "What You Leave Behind", "Duet" i "Far Beyond the Stars" no van rebre els vots necessaris per desafiar el guanyador en rondes anteriors.
"The Visitor" ha estat qualificat com un dels millors episodis de Star Trek de la franquícia: IGN el va classificar com el 15è millor episodi de totes les sèries de Star Trek; Radio Times el va classificar com el setè millor episodi de Star Trek per a aquells que no estan familiaritzats amb la franquícia; CBR el va classificar com el sisè millor episodi de viatges en el temps de tot Star Trek; i una guia de marató de sèries per a Star Trek: Deep Space Nine de Wired recomanava no saltar-se aquest episodi "essencial". SyFy va dir que "The Visitor" era "un dels episodis més poderosos" de la franquícia Star Trek, lloant-lo per la seva actuació perfecta i el seu guió potent. La revista i el lloc web de ciència-ficció del Regne Unit SciFiNow van classificar aquest com un dels deu millors episodis de Star Trek: Deep Space Nine, comentant "Ni un ull sec a la casa". James Whitbrook de Io9 va dir que aquest era un dels episodis "imprescindibles" de la sèrie, i va comentar que "estigueu preparats per plorar".

## Llançaments
El 5 d'agost de 1998, es va estrenar "The Visitor" el format LaserDisc al Japó, com a part de la caixa recopilatòria de la 4a temporada Vol. 1.